# Православная церковь всероссийского патриаршества
Правосла́вная це́рковь всеросси́йского патриа́ршества — неканоническая украинская православная церковь в Северной Америке, основанная в Виннипеге. Не принадлежала ни к одной из европейских религиозных конфессий и была центром Серафимской церкви (англ. Seraphimite Church) — бывшего широкого религиозного союза церквей восточного обряда в Северной Америке.
Украинские иммигранты начали прибывать в Канаду в 1891 году преимущественно из восточных провинций Австро-Венгрии — Буковины и Галиции. Переселенцы из Буковины были православными, а те, кто прибыл из Галичины, — греко-католиками. Однако и те и другие придерживались византийского обряда. К 1903 году число украинских иммигрантов в Западной Канаде значительно возросло, что привлекло внимание религиозных лидеров, политиков и деятелей образования.

## Участники

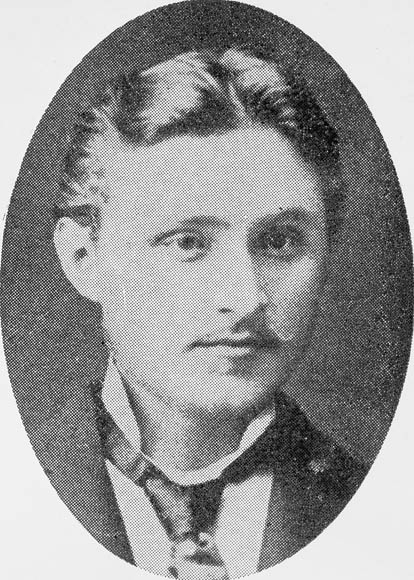
Кирилл Иванович Геник (1857—1925)

Центральной фигурой украинской общины в Виннипеге в то время был Кирилл Иванович Геник (1857—1925). Он прибыл из села Березов (Галиция), окончил Украинскую Академическую Гимназию во Львове, непродолжительное время изучал право в Черновицком университете. Геник был другом украинского писателя Ивана Франко, автора сказки «Лис Никита» (укр. «Лис Микита»), номинировавшейся на Нобелевскую премию по литературе. Известно, что Геник был шафером на свадьбе Франко и, вероятно, разделял социалистические взгляды последнего и одобрял его едкую сатиру в отношении тогдашнего духовенства. Считал, что избавление населения от духовенства, наряду с земельной реформой, было способом освобождения крестьян от ига помещиков, которые в сговоре с иерархами церкви держали землю в своих руках. По прибытии в Канаду Геник стал первым украинцем, получившим должность в Правительстве Канады. Он работал иммиграционным агентом, ответственным за расселение переселенцев в гомстедax. Двоюродный брат Геника Иван Бодруг (1874—1952) и друг Бодруга Иван Негрич (1875—1946) тоже прибыли из Березова из-под Коломыи, где были учителями в начальной школе. Они втроём составили ядро интеллигенции украинской общины и были известны как «Березовская Троица» (укр. Березівська Трійця). Геник, самый старший из них, единственный состоял в браке. Его жена Полина (урожденная Цюрковська) происходила из семьи священника и была образованной женщиной. У супругов было трое сыновей и три дочери.
Другой ключевой фигурой был епископ Серафим (настоящее имя — Стефан Устволський), впоследствии лишённый сана Священным синодом Русской православной церкви в Санкт-Петербурге. Эта история началась в тот момент, когда он по собственной инициативе отправился на Афон, где его рукоположил в епископский сан «Святейший Анфим», который утверждал, что был епископом. Имелись подозрения, что Анфим рукоположил Устволського с тем, чтобы досадить царю, поскольку в те времена между царём и Священным синодом шла борьба за контроль над Русской православной церковью:226. После обретения епископского сана Серафим отправился в Северную Америку, где ненадолго остановился у украинских священников в Филадельфии. На момент прибытия в Виннипег он не принадлежал ни к Русской православной церкви, ни к какой-либо другой. По традиции, существующей ещё с истоков христианства, он был воспринят украинцами в прериях как странствующий святой.
Ещё одним человеком, принимавшим участие в событиях, которые привели к созданию «Жестяного Собора», был помощник Серафима Макарий Марченко. Марченко выполнял функции диакона и кантора, помогая Серафиму в богослужениях, которые хорошо знал. Он прибыл с Серафимом из США. Архиепископ Ланжевен из Сен-Бонифаса, будучи главой римско-католической епархии в Западной Канаде, работал в непосредственном контакте с Папой в Риме и считал, что его священники были более чем компетентны, чтобы удовлетворить потребности украинского населения:184. Свою роль также сыграли доктор Уильям Патрик, глава пресвитерианского Манитобского колледжа в Виннипеге, Либеральная партия Манитобы и русские православные миссионеры, архиепископ Тихон, глава Русской православной миссии в Северной Америке.

## События
Если какой-либо случай и сыграл значительную роль в последующих событиях, то это, возможно, внесение членом законодательного органа Манитобы Жозефом Бернье в 1902 году законопроекта о передаче имущества русинских греко-католических церквей (украинцы были также известны как русины) под управление органов, подконтрольных Римско-католической церкви:189. Архиепископ Ланжевен заявил, что русины должны доказать, что они католики, а не протестанты, отдав имущество церкви … отдельным лицам или комитету мирян, независимых от священников или епископов. Численность украинского населения в прериях также вызывала интерес у русских православных миссионеров. На тот момент Русская православная церковь тратила 100 000 долларов в год на миссионерскую деятельность в Северной Америке:226. Кроме того, в украинцах была заинтересована пресвитерианская церковь. Пресвитерианцы приглашали молодых людей украинского происхождения для учёбы в Манитобском колледже (ныне Университет Виннипега), где были созданы специальные классы для молодых украинцев, которые хотели бы стать школьными учителями (а затем и священниками независимой Греческой церкви):192. Директор колледжа доктор Кинг, свободно владеющий немецким языком, провёл собеседование с кандидатами Бодругом и Негричем на немецком, Геник перевёл их учебные материалы с польского на английский язык, и они стали первыми украинскими студентами североамериканского университета — Манитобского колледжа, бывшего в то время частью Университета Манитобы.
Геник, Бодруг, и Негрич, стараясь защитить интересы общины, действовали быстро. Они привлекли к делу Серафима. Он прибыл в Виннипег в апреле 1903 года и организовал церковь, которая была независима от какой-либо европейской церкви и не демонстрировала лояльность ни к какой из религиозных групп, боровшихся за души новых украинских иммигрантов в прериях. Свою церковь Серафим назвал Православной Русской (а не Русской Православной). Он объявил себя её главой, а чтобы заручиться поддержкой украинцев, церковь стала также именоваться Серафимской. Богослужения велись по восточному обряду, с которым иммигранты были знакомы. Серафим начал рукополагать канторов и диаконов, а 13 декабря 1903 года он официально благословил и открыл для богослужения
небольшое здание на восточной стороне улицы Макгрегора, между Манитоба-авеню и Притчард-авеню, которое ранее, возможно, было церковью Святого Духа. В ноябре 1904 года на углу Кинг-стрит и Стелла-авеню он начал строительство своего печально известного «Жестяного Собора». Харизматичный Серафим рукоположил около 50 священников и диаконов (многие из них были полуграмотны), которые стали исполнять священнические обязанности в поселениях, проповедуя независимое Православие и управление церковным имущество через независимых доверенных лиц. В течение двух лет последователями этой церкви стали почти 60 000 человек.
Вследствие различных проступков и проблем, связанных с алкоголем, Серафим потерял доверие интеллигенции, которая ранее пригласила его в Виннипег, и вскоре они начали кампанию, направленную на смещение Серафима, стремясь при этом сохранить паству. Серафим отправился в Санкт-Петербург, пытаясь получить признание и дальнейшее финансирование от российского Священного Синода для всё более разрастающейся Серафимской Церкви. Во время его отсутствия Иван Бодруг и Иван Негрич, к тому времени уже студенты богословия в Манитобском колледже, а также священники Серафимской Церкви, смогли получить гарантии пресвитерианского финансирования для Серафимской Церкви при условии, что она постепенно перейдет на пресвитерианскую модель. В конце осени 1904 года Серафим вернулся из России, не привезя с собой никаких денег. Вернувшись, он обнаружил измену и быстро отлучил от церкви всех священников, которые принимали в этом участие. В местных газетах он опубликовал их фотографии с именами, напечатанных на груди так, как если бы они были преступниками:229. Его месть оказалась недолгой, вскоре он получил известие, что сам отлучён от церкви Священным Синодом вместе со своими священнослужителями, и в 1908 году он исчез и никогда больше не возвращался.

## Последствия
Следствием этих событий стало формирование украинской общины в Канаде.
Иван Бодруг, один из бунтовщиков среди серафимистов, возглавил новую независимую церковь. Он и сам был харизматичным священником и под влиянием пресвитерианства проповедовал евангельское христианство. Он дожил до 1950-х. Здания независимой церкви (Святого Духа) находились на углу Притчард-авеню и Макгрегор-стрит. Одно из них, которое использовал Серафим, снесли, второе здание, возведённое на деньги пресвитериан, существует до сих пор: расположено напротив Храма труда (англ. Labour Temple) в северной части Виннипега.
Архиепископ Ланжевен направил больше усилий на приобщение украинской общины к римско-католической пастве. Он основал Церковь святого Николая, где бельгийские священники совершали мессы в старославянском стиле, в одеждах согласно греческому обряду и читали проповеди на польском языке. Эта церковь располагалась через дорогу от независимого Украинского католического собора Святых Владимира и Ольги на Макгрегор-стрит в северной части Виннипега. Это предоставляло бо́льшую возможность для украинских детей в Канаде учиться на украинском языке:229.
Либеральная партия Канады, понимая, что украинцы больше не находятся в союзе с архиепископом Ланжевеном и последователями Римско-католической церкви (которые поддерживали Консервативную партию), взяла инициативу в свои руки и начала финансировать первую украинскую газету в Канаде — «Канадский фермер», редактором которой стал Иван Негрич.
Серафим исчез в 1908 году, но в газете «Украинский голос», издающейся в Виннипеге до сих пор, в конце 1913 года появилось сообщение, что он продавал экземпляры Библии рабочим железной дороги в Британской Колумбии.
Кирилл Геник со старшей дочерью и одним из сыновей переехал на некоторое время в США, в Северную Дакоту, но потом вернулся и умер в 1925 году.
Макарий Марченко после исчезновения Серафима объявил себя не только новым епископом Серафимской церкви, но и Архипатриархом, Архипапой, Архигетманом и Архикнязем. Чтобы не быть обвинённым в фаворитизме, он отлучил от церкви Папу Римского и весь российский Священный синод. Сохранились сведения, что до конца 1930-х годов он ездил по сёлам и отправлял для украинцев богослужения по восточному обряду.